# Daytime Emmy Award voor beste vrouwelijke bijrol in een dramaserie
De Daytime Emmy Award voor beste vrouwelijke bijdrol in een dramaserie (Engels: Daytime Emmy Award for Outstanding Supporting Actress in a Drama Series) is een televisieprijs die sinds 1979 elk jaar wordt uitgereikt door de NATAS en ATAS. De prijs is voor een actrice die een buitengewone acteerprestatie geleverd heeft in een bijrol van een soapserie die overdag uitgezonden wordt.
De Daytime Emmy Award wordt sinds 1974 uitgereikt. In de eerste jaren was er een prijs voor beste acteur of actrice waarbij geen onderscheid tussen hoofd- en bijrol gemaakt werd. Hier kwam in 1979 verandering in toen er een nieuwe categorie kwam voor bijrollen. Suzanne Rogers was de eerste laureate voor haar rol Maggie Horton in Days of Our Lives. 

## Erelijst

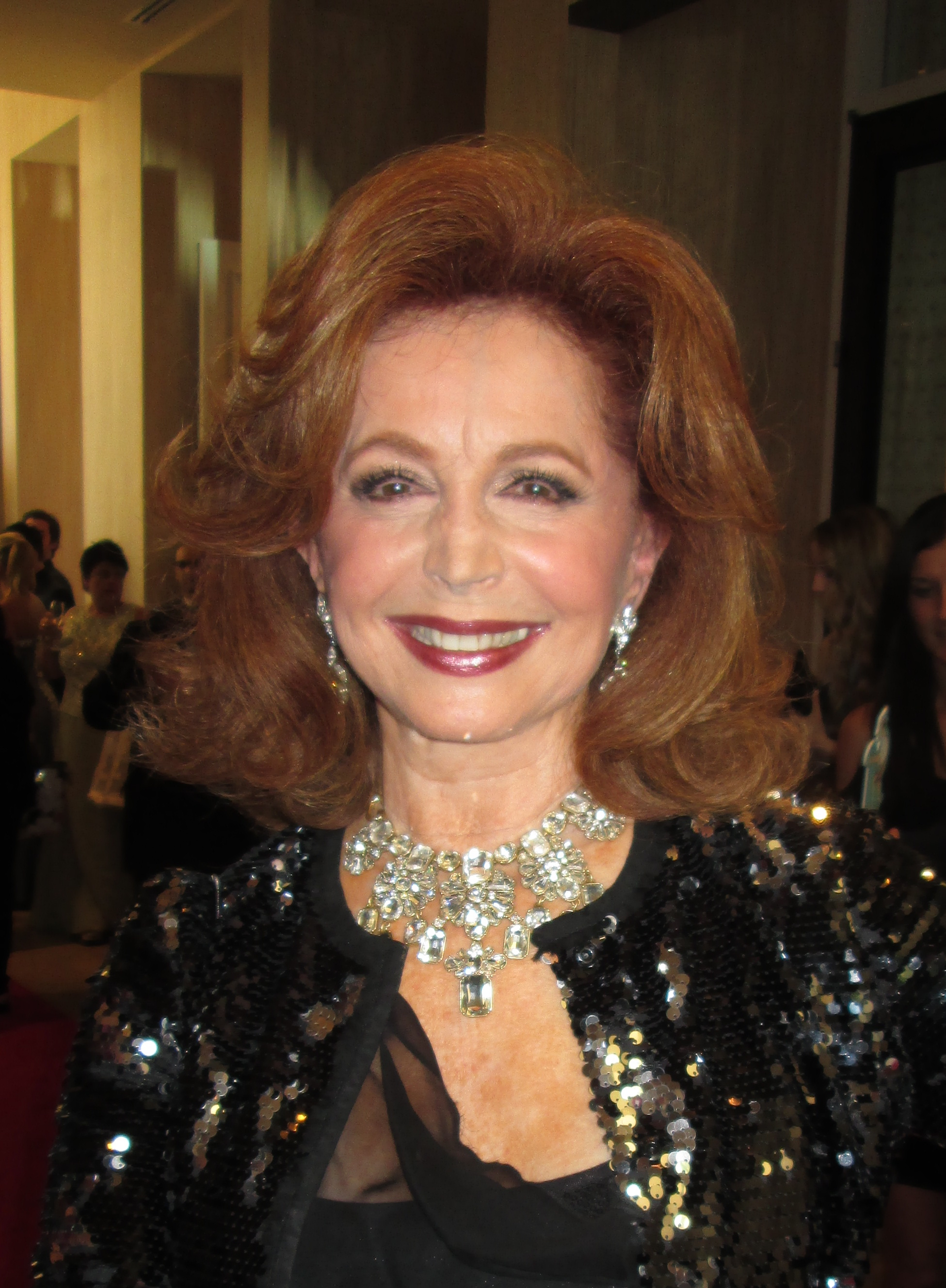
Suzanne Rogers was de eerste winnaar voor haar rol als Maggie Horton in Days of Our Lives.

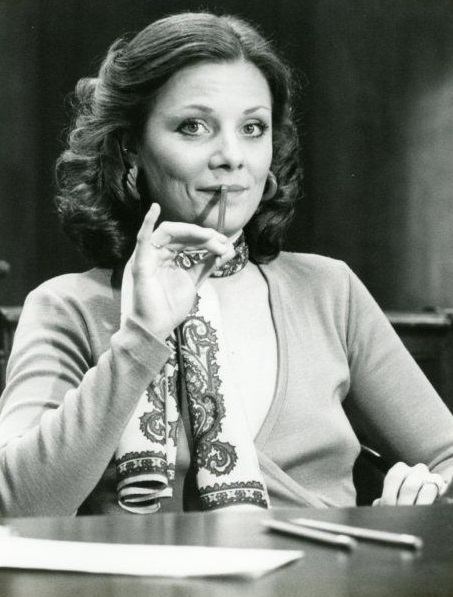
Jane Elliot won in 1981 en werd drie keer genomineerd voor haar werk bij in General Hospital. Ze werd ook genomineerd voor haar werk in Days of Our Lives in 1989.

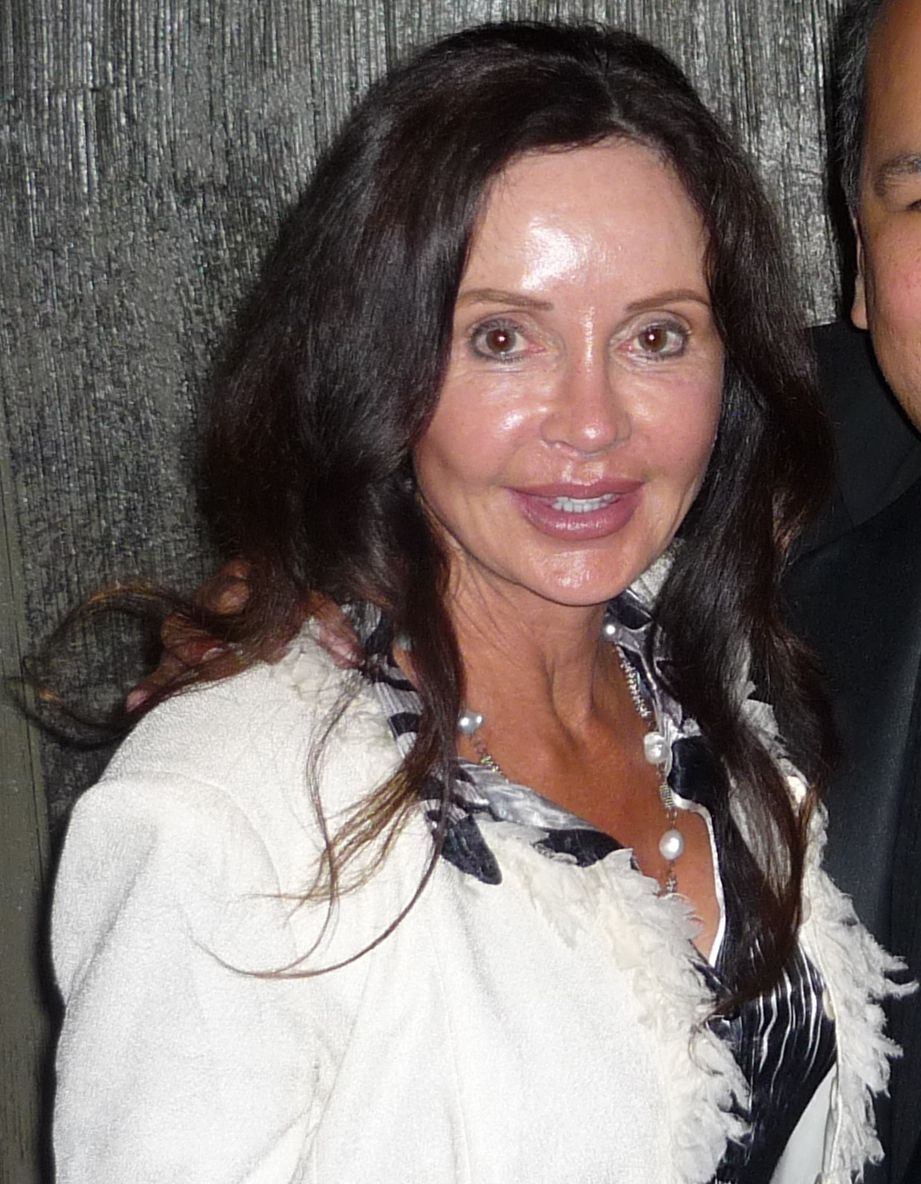
Jacklyn Zeman werd drie keer genomineerd voor haar rol als Bobbie Spencer in General Hospital.

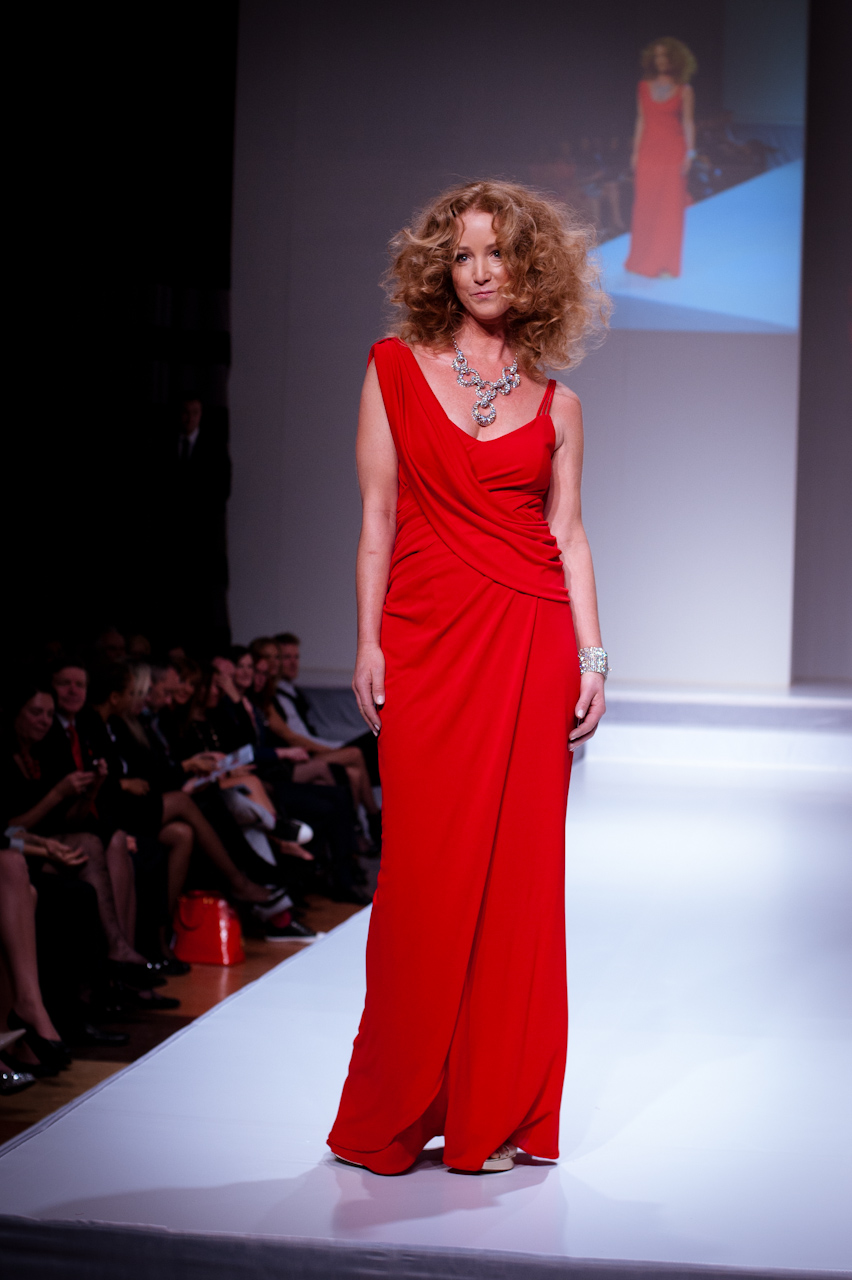
Susan Haskell won in 1994 voor haar rol als Marty Saybrooke in One Life to Live.

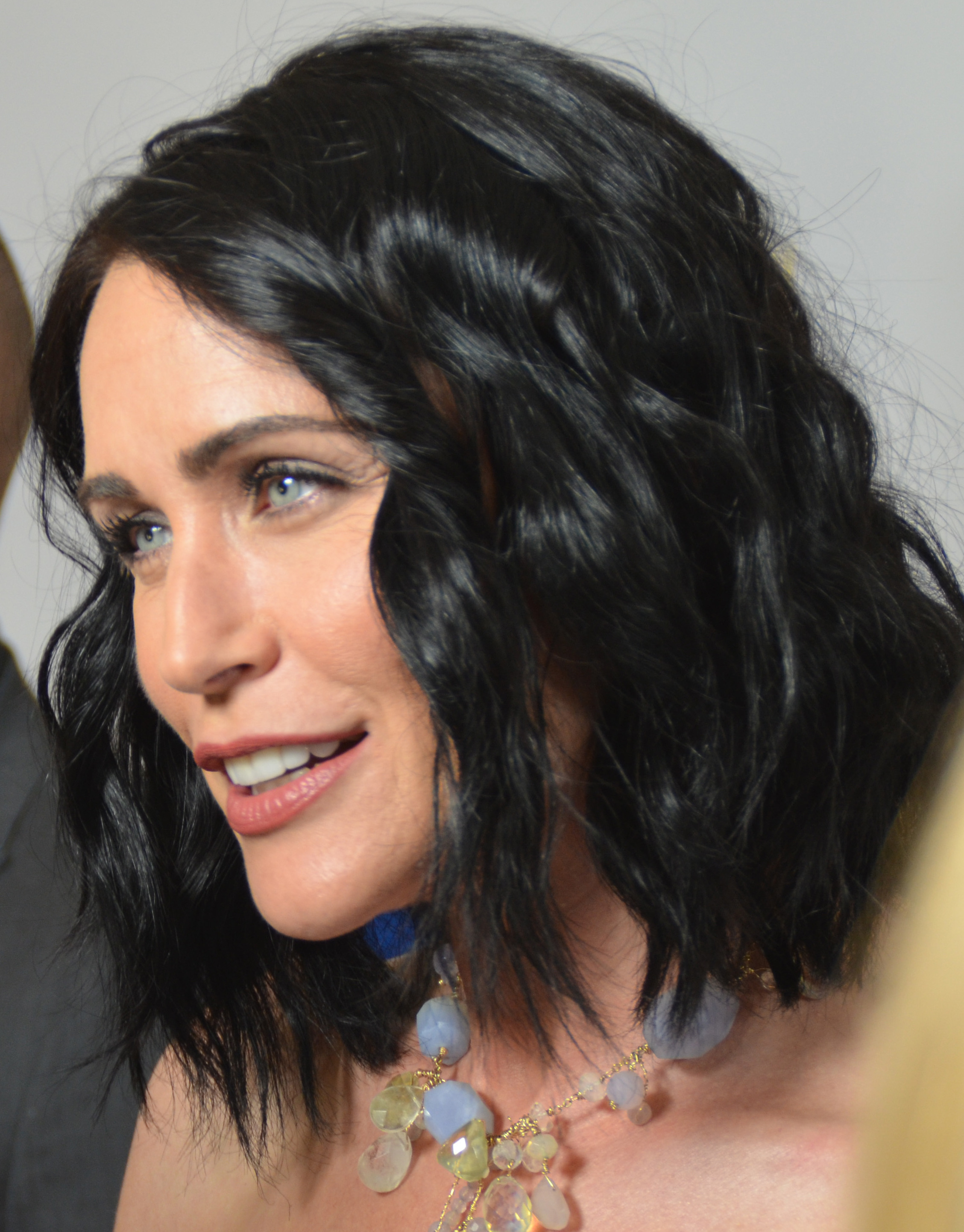
Rena Sofer won in 1995 voor haar rol als Lois Cerullo in General Hospital.

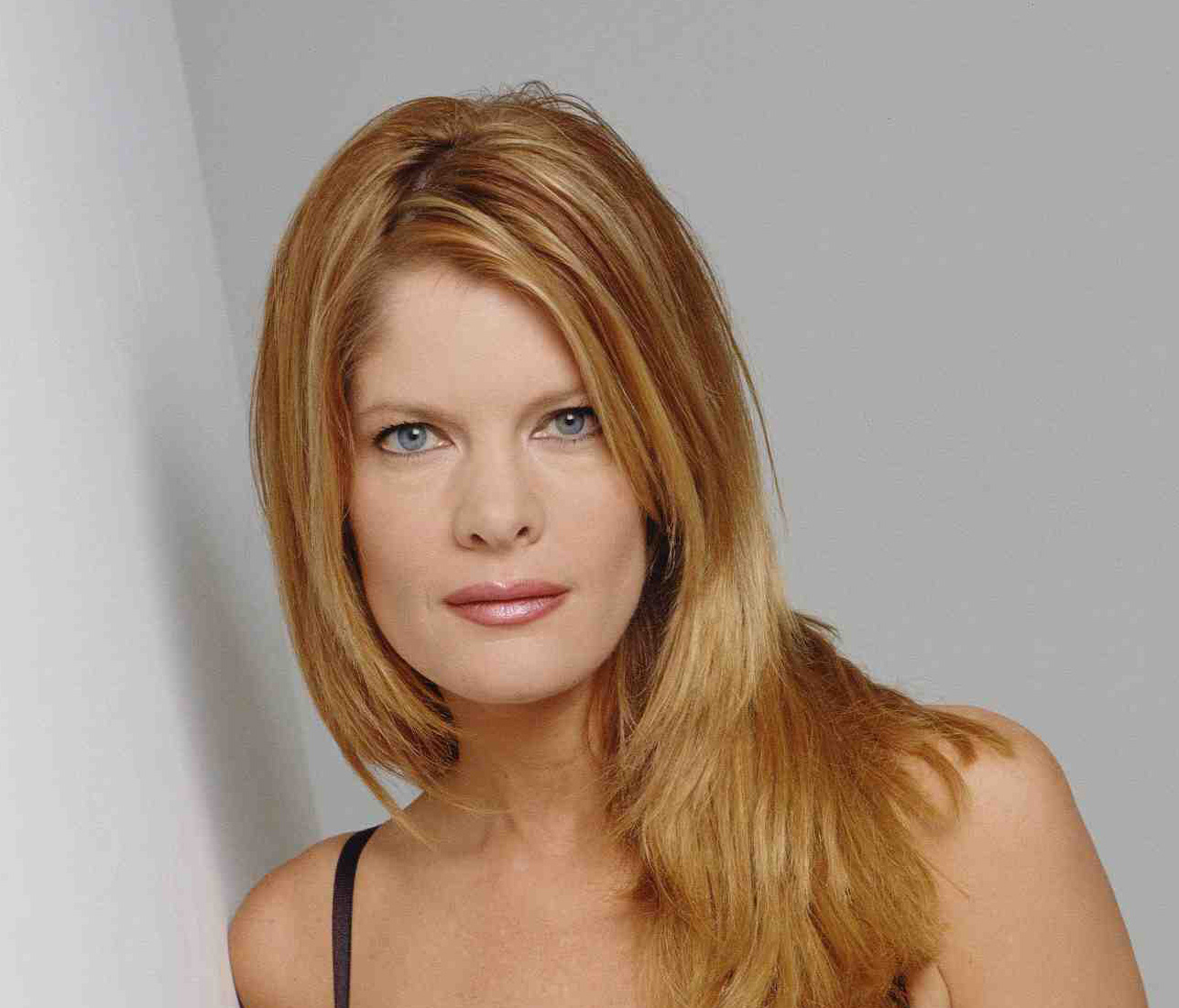
Michelle Stafford werd één keer genomineerd alvorens te winnen in 1997 voor haar rol als Phyllis Summers in The Young and the Restless.

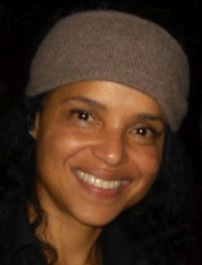
Victoria Rowell werd drie keer genomineerd voor haar rol als Drucilla Winters in The Young and the Restless.

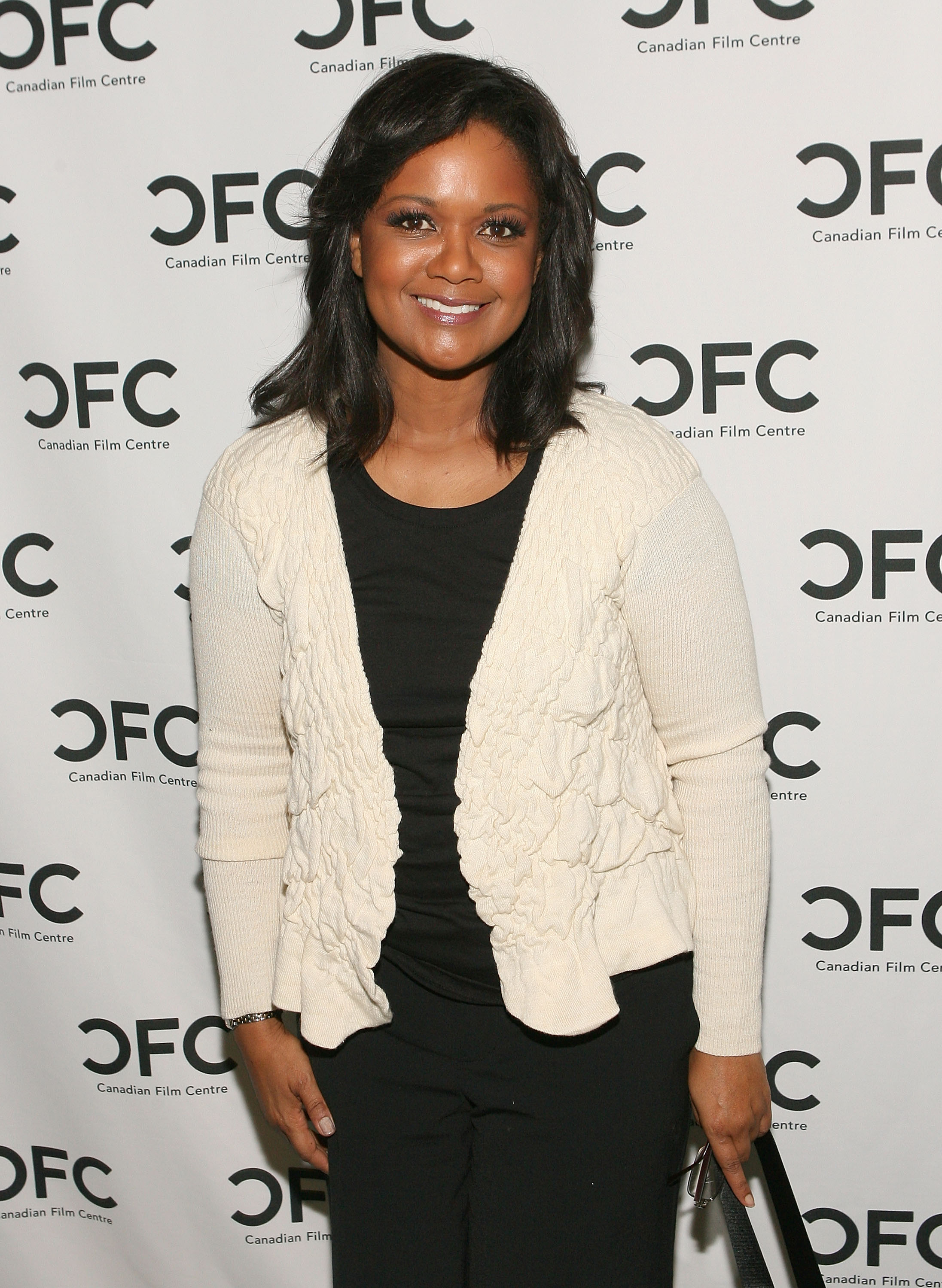
Tonya Lee Williams werd twee keer genomineerd voor haar rol als Olivia Barber Winters in The Young and the Restless.

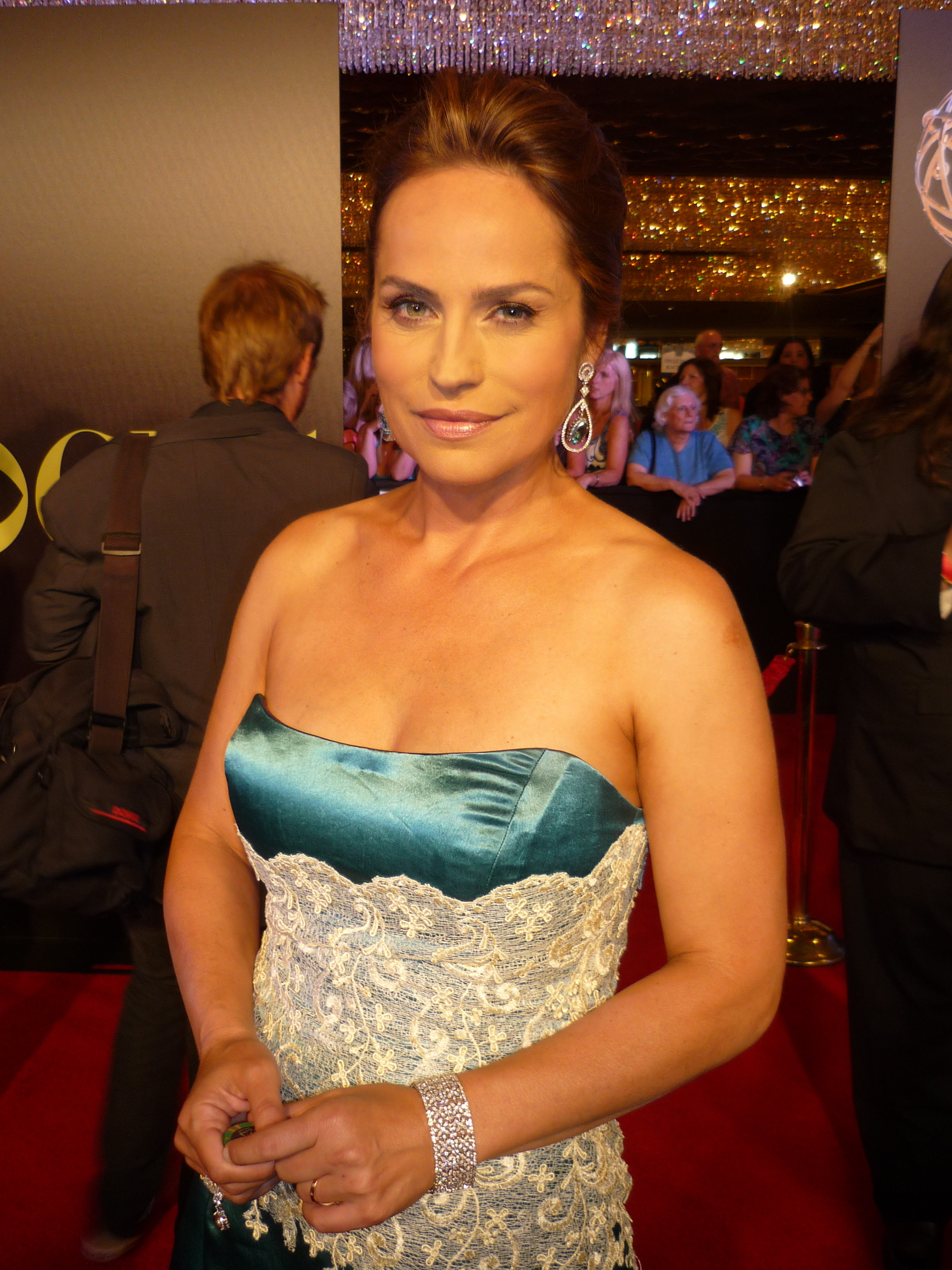
Crystal Chappell won in 2002 voor haar rol als Olivia Spencer in Guiding Light.

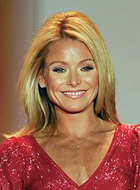
Kelly Ripa werd twee keer genomineerd voor haar rol als Hayley Vaughan in All My Children.

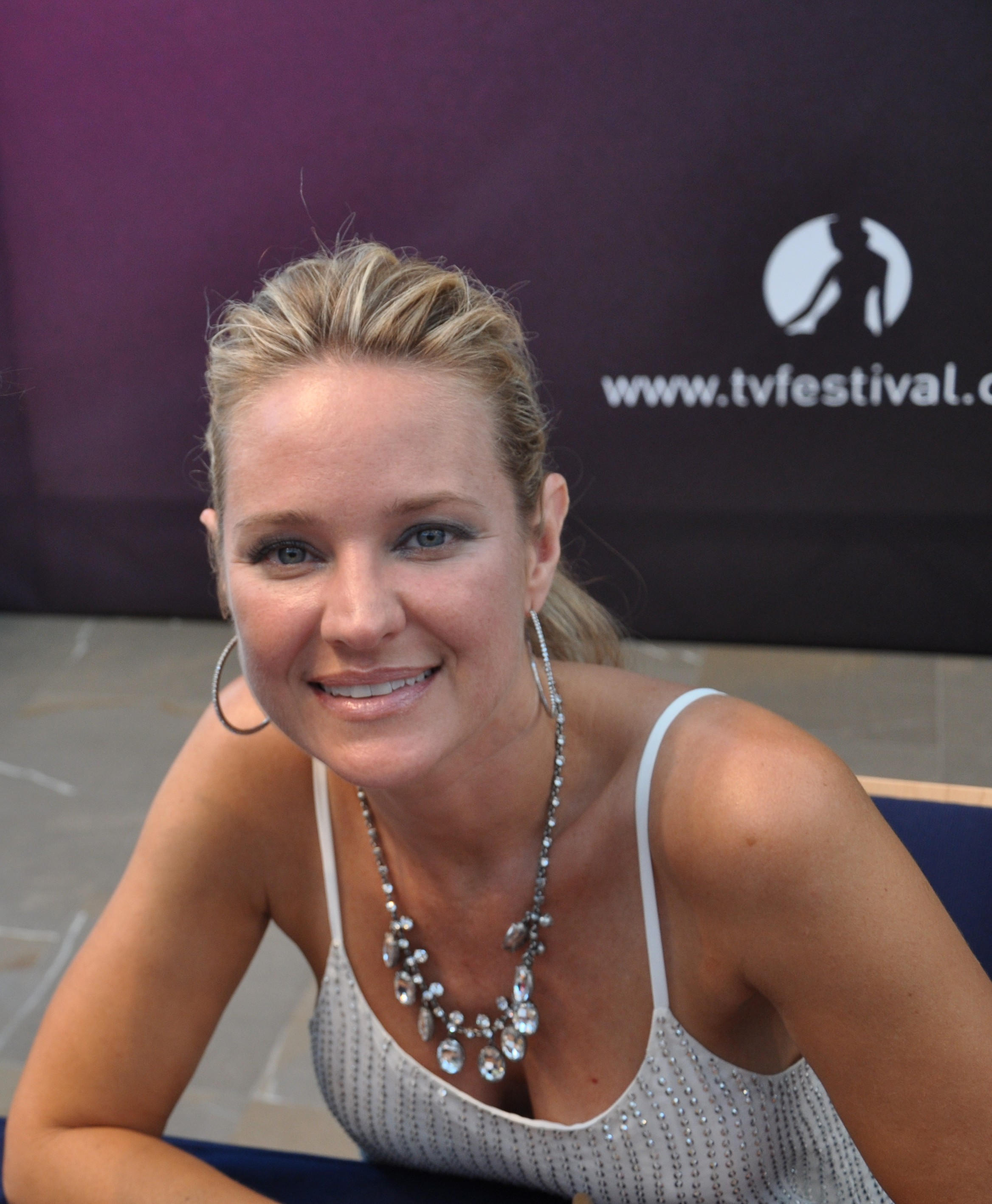
Sharon Case won in 1999 voor haar rol als Sharon Newman in The Young and the Restless, en kreeg nog twee nominaties.

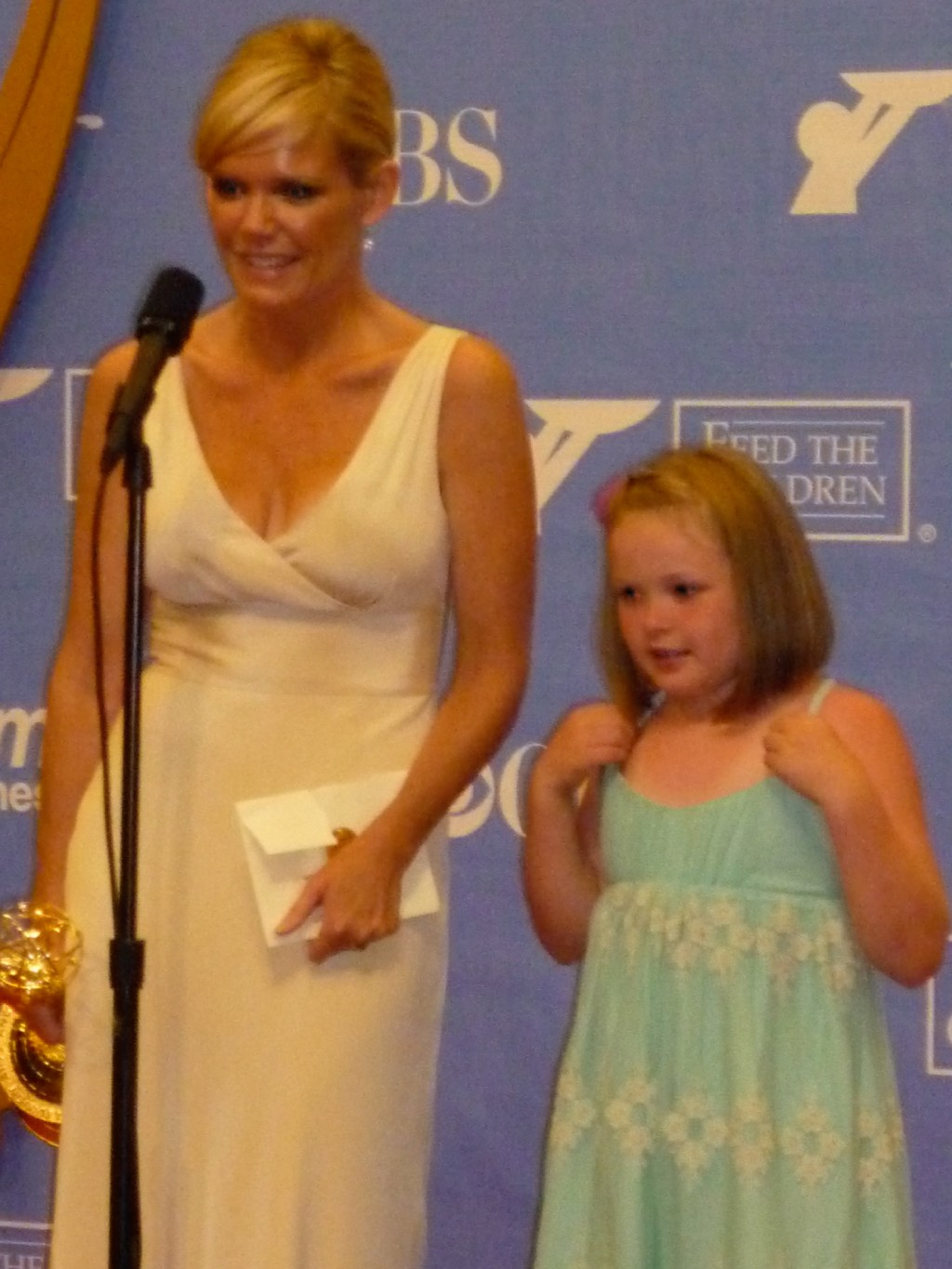
Maura West (links) werd twee keer genomineerd voor haar rol als Carly Tenney in As the World Turns.

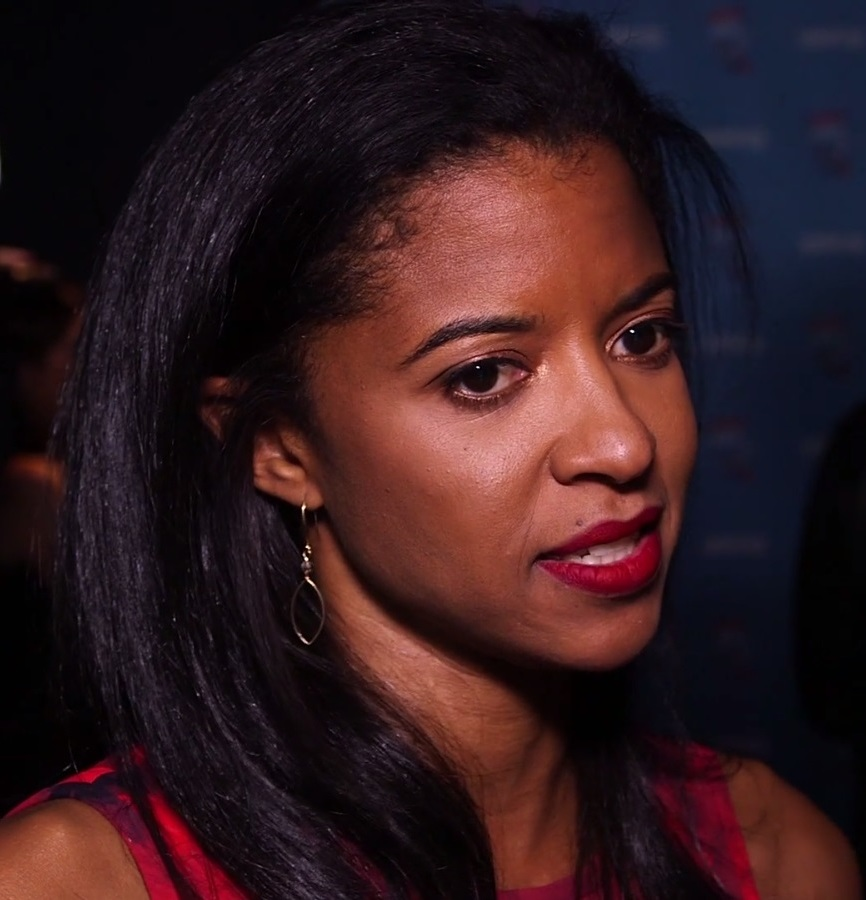
Renée Elise Goldsberry werd twee keer genomineerd voor haar rol als Evangeline Williamson in One Life to Live.

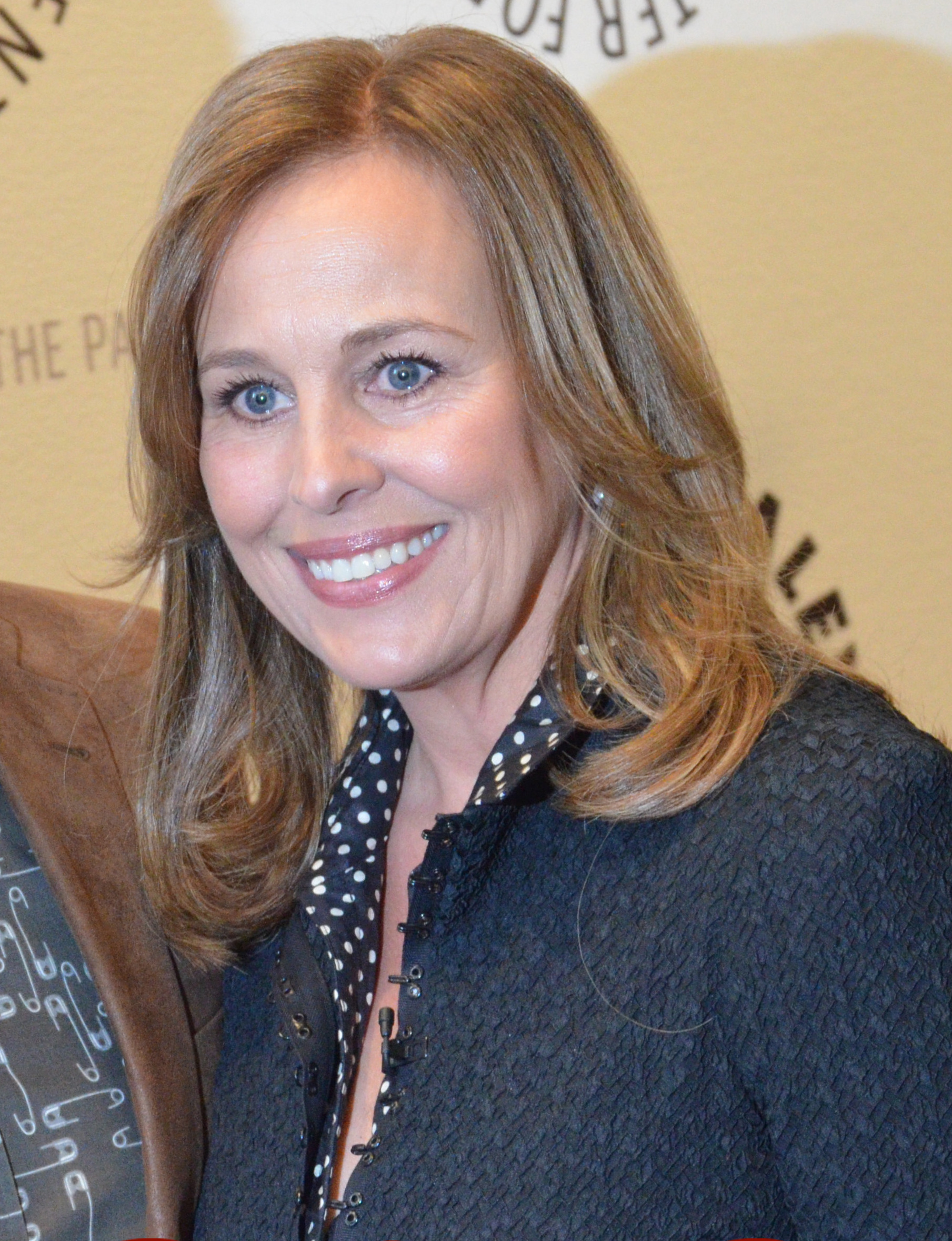
Genie Francis won in 2007 voor haar rol als Laura Spencer in General Hospital. In 2012 kreeg ze ook een nominatie voor haar rol als Genevieve Atkinson in The Young and the Restless.

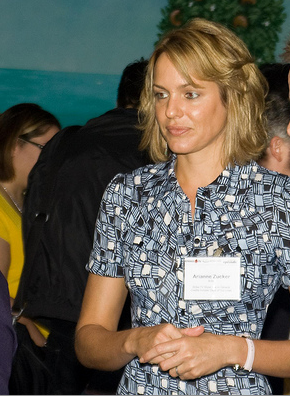
Arianne Zucker werd twee keer genomineerd voor haar rol als Nicole Walker in Days of Our Lives.

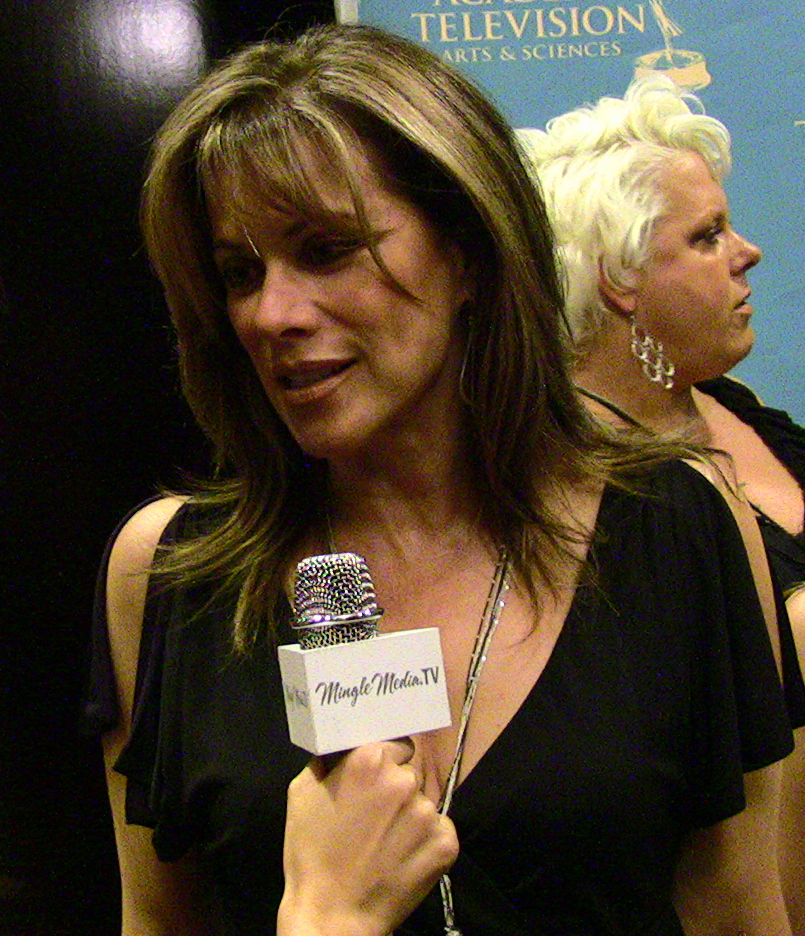
Nancy Lee Grahn won in 1989 voor haar rol als Julia Wainwright Capwell in Santa Barbara. Later werd ze nog genomineerd in 2000 en 2011 voor haar rol als Alexis Davis in General Hospital en won ze uiteindelijk het beeldje in 2012.

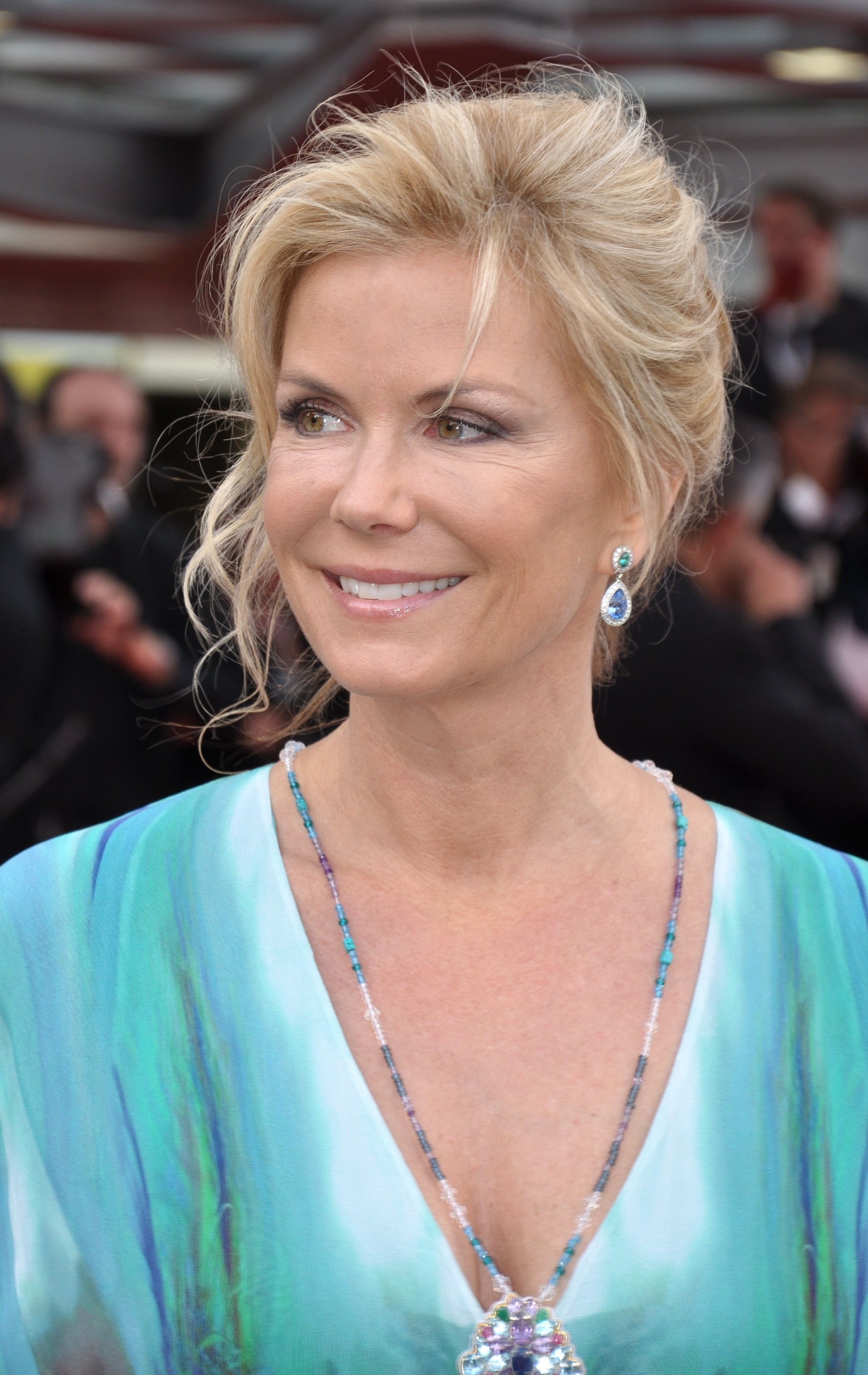
Na 26 jaar ontving, Katherine Kelly Lang pas in 2013 haar eerste nominatie voor haar rol als Brooke Logan in The Bold and the Beautiful.

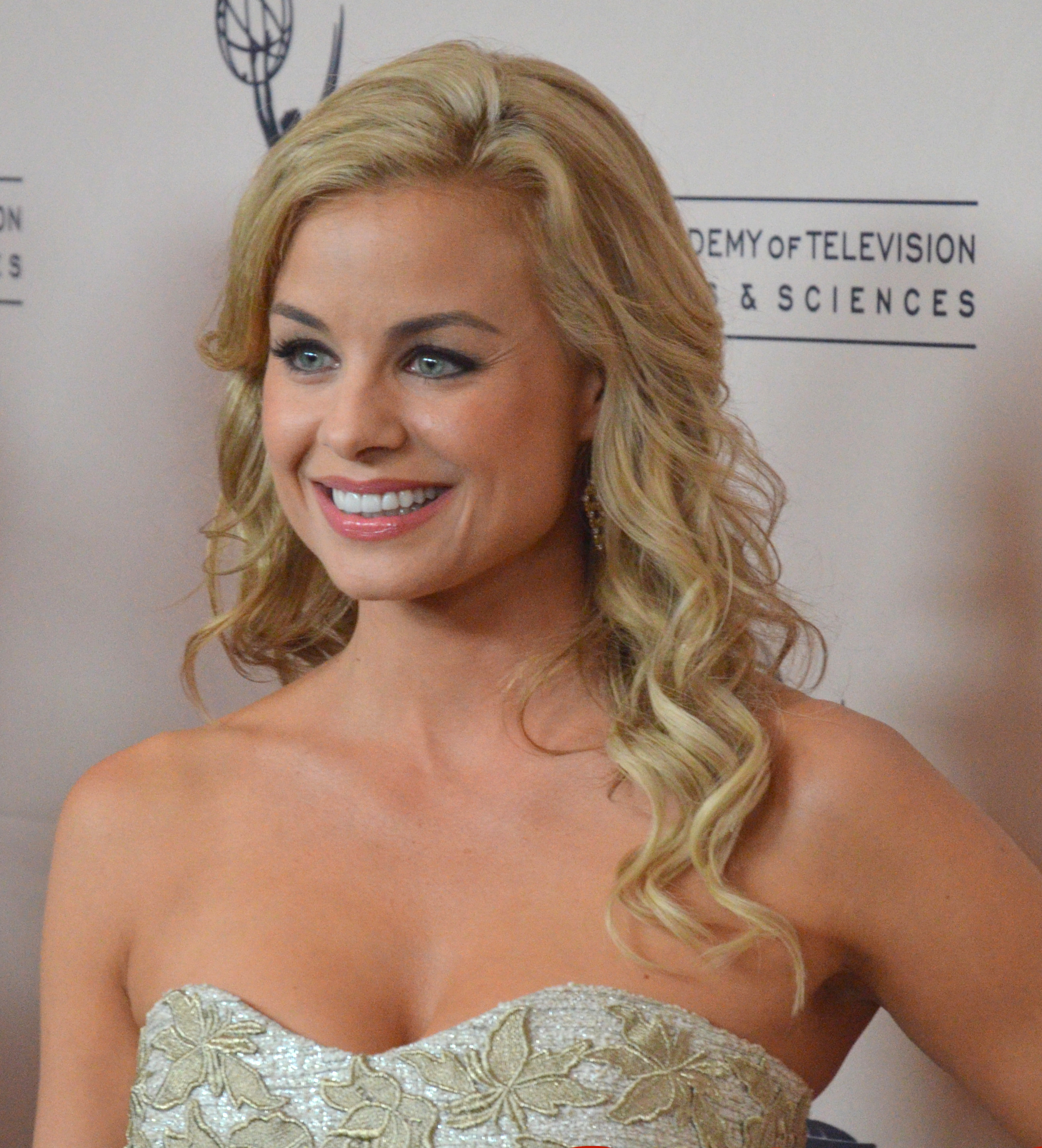
Jessica Collins werd genomineerd in 2013 en won in 2016 voor haar rol als Avery Bailey Clark in The Young and the Restless.

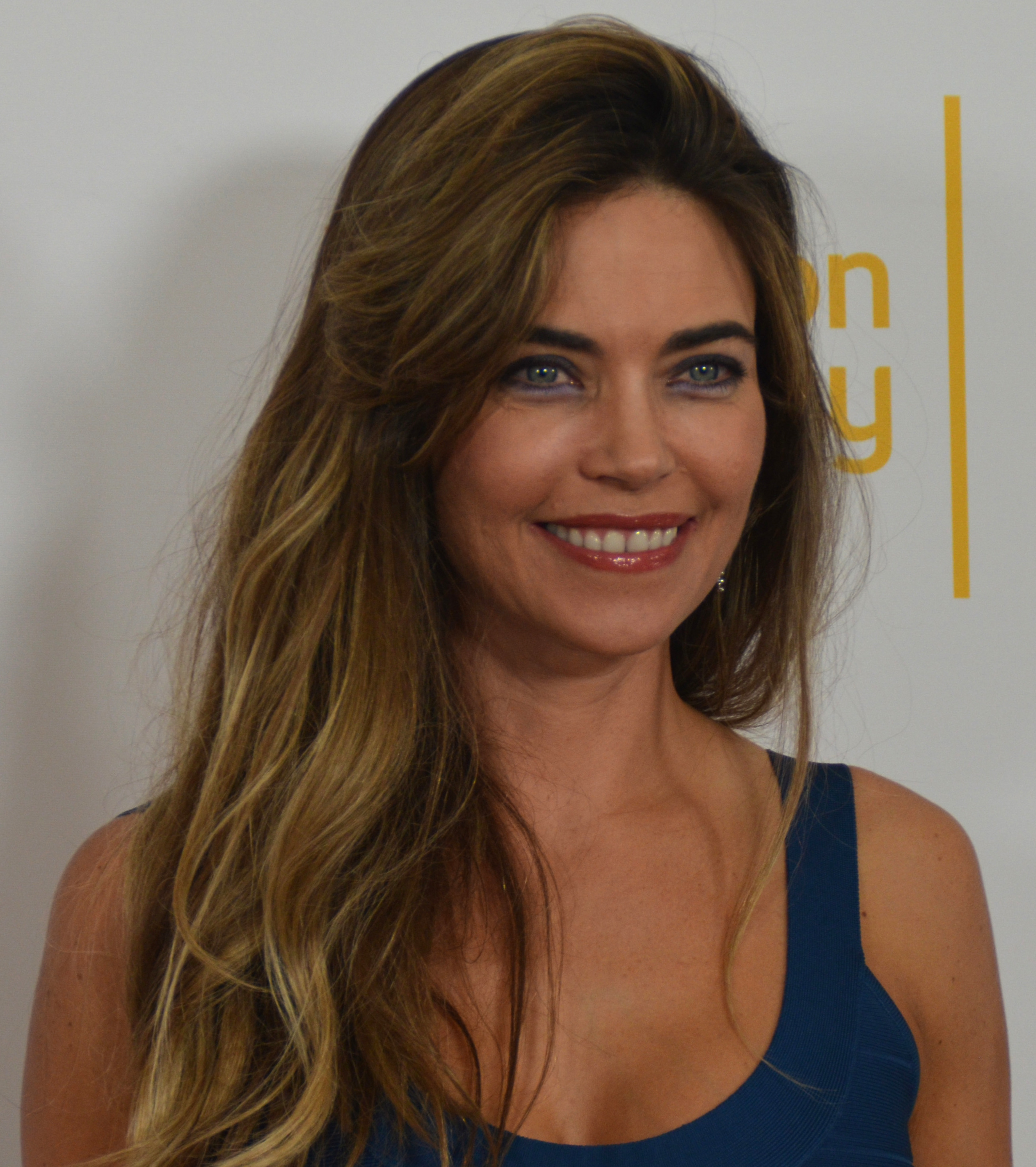
Amelia Heinle won in 2014 and 2015 voor haar rol als Victoria Newman in The Young and the Restless

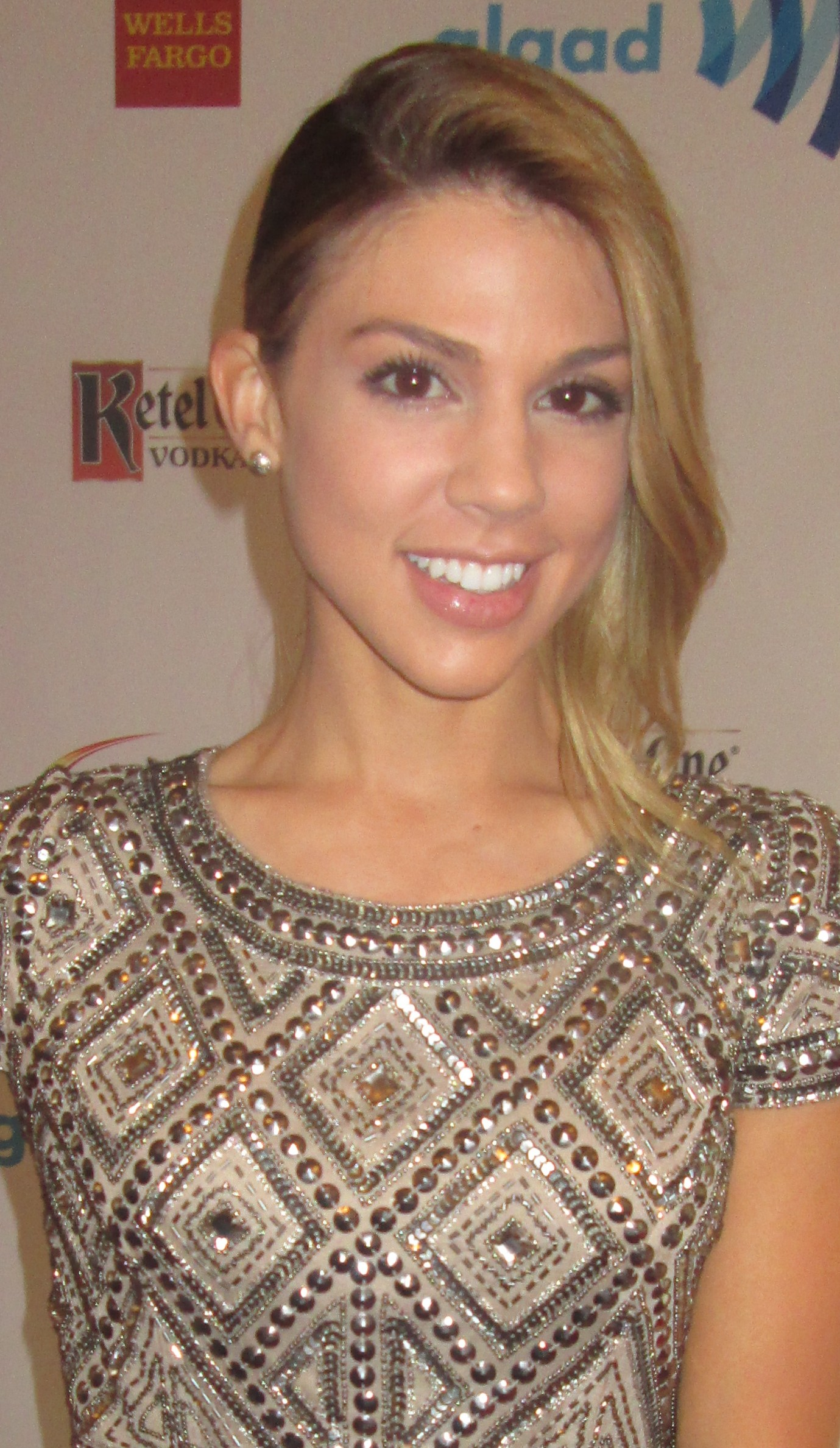
Kate Mansi won in 2017 voor haar rol als Abigail Deveraux in Days of Our Lives.

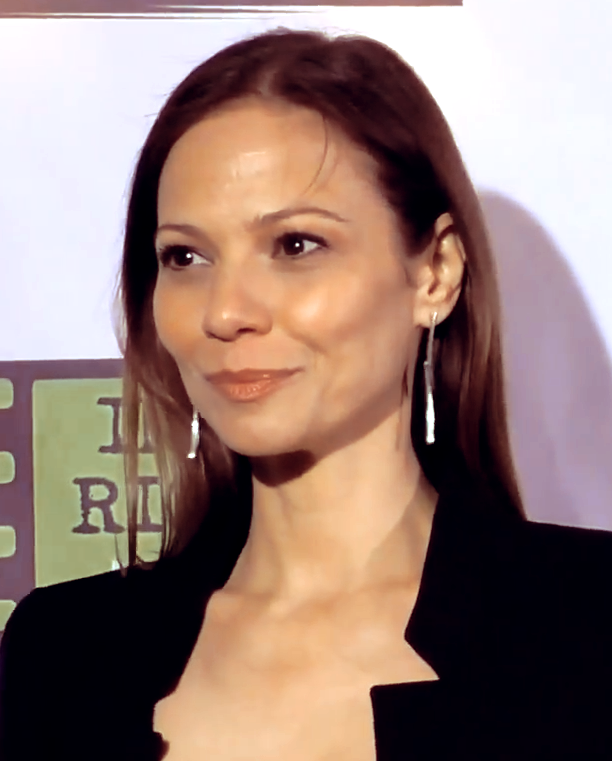
Tamara Braun won twee keer, in 2009 voor haar rol als Ava Vitali in Days of Our Lives en in 2020, voor haar rol als Dr. Kim Nero in General Hospital.

| Jaar                     | Actrice                    | Programma                        | Rol | Zender |
| ------------------------ | -------------------------- | -------------------------------- | --- | ------ |
| 1970s                    |                            |                                  |     |        |
| 1979 (6e)                |                            |                                  |     |        |
| Suzanne Rogers           | Days of Our Lives          | Maggie Horton                    | NBC |        |
| Rachel Ames              | General Hospital           | Audrey March Hardy               | ABC |        |
| Susan Brown              | General Hospital           | Gail Adamson Baldwin             | ABC |        |
| Lois Kibbee              | The Edge of Night          | Geraldine Whitney Saxon          | ABC |        |
| Frances Reid             | Days of Our Lives          | Alice Horton                     | NBC |        |
| 1980s                    |                            |                                  |     |        |
| 1980 (7e)                |                            |                                  |     |        |
| Francesca James          | All My Children            | Kelly Cole Tyler                 | ABC |        |
| Deidre Hall              | Days of Our Lives          | Marlena Evans                    | NBC |        |
| Lois Kibbee              | The Edge of Night          | Geraldine Whitney Saxon          | ABC |        |
| Elaine Lee               | The Doctors                | Mildred Trumble                  | NBC |        |
| Valerie Mahaffey         | The Doctors                | Ashley Bennett                   | NBC |        |
| 1981 (8e)                |                            |                                  |     |        |
| Jane Elliot              | General Hospital           | Tracy Quartermaine               | ABC |        |
| Randall Edwards          | Ryan's Hope                | Delia Coleridge                  | ABC |        |
| Lois Kibbee              | The Edge of Night          | Geraldine Saxon                  | ABC |        |
| Elizabeth Lawrence       | All My Children            | Myra Murdoch                     | ABC |        |
| Jacklyn Zeman            | General Hospital           | Bobbie Spencer                   | ABC |        |
| 1982 (9e)                |                            |                                  |     |        |
| Dorothy Lyman            | All My Children            | Opal Gardner                     | ABC |        |
| Elizabeth Lawrence       | All My Children            | Myra Murdoch                     | ABC |        |
| Meg Mundy                | The Doctors                | Mona Aldrich Croft               | NBC |        |
| Louise Shaffer           | Ryan's Hope                | Rae Woodard                      | ABC |        |
| 1983 (10e)               |                            |                                  |     |        |
| Louise Shaffer           | Ryan's Hope                | Rae Woodard                      | ABC |        |
| Kim Delaney              | All My Children            | Jenny Gardner                    | ABC |        |
| Eileen Herlie            | All My Children            | Myrtle Fargate                   | ABC |        |
| Robin Mattson            | General Hospital           | Heather Webber                   | ABC |        |
| Brynn Thayer             | One Life to Live           | Jenny Wolek                      | ABC |        |
| Marcy Walker             | All My Children            | Liza Colby                       | ABC |        |
| 1984 (11e)               |                            |                                  |     |        |
| Judi Evans               | Guiding Light              | Beth Raines                      | CBS |        |
| Loanne Bishop            | General Hospital           | Rose Kelly                       | ABC |        |
| Christine Ebersole       | One Life to Live           | Maxie McDermont                  | ABC |        |
| Eileen Herlie            | All My Children            | Myrtle Fargate                   | ABC |        |
| Lois Kibbee              | The Edge of Night          | Geraldine Whitney Saxon          | ABC |        |
| Marcy Walker             | All My Children            | Liza Colby                       | ABC |        |
| 1985 (12e)               |                            |                                  |     |        |
| Beth Maitland            | The Young and the Restless | Traci Abbott                     | CBS |        |
| Norma Connolly           | General Hospital           | Ruby Anderson                    | ABC |        |
| Eileen Herlie            | All My Children            | Myrtle Fargate                   | ABC |        |
| Maeve Kinkead            | Guiding Light              | Vanessa Chamberlain              | CBS |        |
| Elizabeth Lawrence       | All My Children            | Myra Murdoch                     | ABC |        |
| 1986 (13e)               |                            |                                  |     |        |
| Leann Hunley             | Days of Our Lives          | Anna DiMera                      | NBC |        |
| Judith Anderson          | Santa Barbara              | Minx Lockridge                   | NBC |        |
| Uta Hagen                | One Life to Live           | Hortense                         | ABC |        |
| Eileen Herlie            | All My Children            | Myrtle Fargate                   | ABC |        |
| Kathleen Widdoes         | As the World Turns         | Emma Snyder                      | CBS |        |
| 1987 (14e)               |                            |                                  |     |        |
| Kathleen Noone           | All My Children            | Ellen Dalton                     | ABC |        |
| Lisa Brown               | As the World Turns         | Iva Snyder                       | CBS |        |
| Robin Mattson            | Santa Barbara              | Gina Blake Lockridge             | NBC |        |
| Peggy McCay              | Days of Our Lives          | Caroline Brady                   | NBC |        |
| Kathleen Widdoes         | As the World Turns         | Emma Snyder                      | CBS |        |
| 1988 (15e)               |                            |                                  |     |        |
| Ellen Wheeler            | All My Children            | Cindy Parker                     | ABC |        |
| Lisa Brown               | As the World Turns         | Iva Snyder                       | CBS |        |
| Eileen Fulton            | As the World Turns         | Lisa McColl                      | CBS |        |
| Maeve Kinkead            | Guiding Light              | Vanessa Chamberlain              | CBS |        |
| Robin Mattson            | Santa Barbara              | Gina Blake Lockridge             | NBC |        |
| Arleen Sorkin            | Days of Our Lives          | Calliope Jones                   | NBC |        |
| 1989 (16e)               |                            |                                  |     |        |
| Nancy Lee Grahn          | Santa Barbara              | Julia Wainwright Capwell         | NBC |        |
| Debbi Morgan             | All My Children            | Angie Hubbard                    | ABC |        |
| Jane Elliot              | Days of Our Lives          | Anjelica Deveraux                | NBC |        |
| Robin Mattson            | Santa Barbara              | Gina Blake Lockridge             | NBC |        |
| Arleen Sorkin            | Days of Our Lives          | Calliope Jones                   | NBC |        |
| 1990s                    |                            |                                  |     |        |
| 1990 (17e)               |                            |                                  |     |        |
| Julia Barr               | All My Children            | Brooke English                   | ABC |        |
| Mary Jo Catlett          | General Hospital           | Mary Finnegan                    | ABC |        |
| Michelle Forbes          | Guiding Light              | Sonni Carrera                    | CBS |        |
| Lynn Herring             | General Hospital           | Lucy Coe                         | ABC |        |
| Jess Walton              | The Young and the Restless | Jill Abbott                      | CBS |        |
| 1991 (18e)               |                            |                                  |     |        |
| Jess Walton              | The Young and the Restless | Jill Abbott                      | CBS |        |
| Darlene Conley           | The Bold and the Beautiful | Sally Spectra                    | CBS |        |
| Maureen Garrett          | Guiding Light              | Holly Lindsey                    | CBS |        |
| Jill Larson              | All My Children            | Opal Cortlandt                   | ABC |        |
| Kathleen Widdoes         | As the World Turns         | Emma Snyder                      | CBS |        |
| 1992 (19e)               |                            |                                  |     |        |
| Maeve Kinkead            | Guiding Light              | Vanessa Chamberlain              | CBS |        |
| Darlene Conley           | The Bold and the Beautiful | Sally Spectra                    | CBS |        |
| Linda Dano               | Another World              | Felicia Gallant                  | NBC |        |
| Maureen Garrett          | Guiding Light              | Holly Lindsey                    | CBS |        |
| Lynn Herring             | General Hospital           | Lucy Coe                         | ABC |        |
| 1993 (20e)               |                            |                                  |     |        |
| Ellen Parker             | Guiding Light              | Maureen Bauer                    | CBS |        |
| Kimberlin Brown          | The Young and the Restless | Sheila Carter                    | CBS |        |
| Jane Elliot              | General Hospital           | Tracy Quartermaine               | ABC |        |
| Jill Larson              | All My Children            | Opal Cortlandt                   | ABC |        |
| Tonja Walker             | One Life to Live           | Alex Olanov                      | ABC |        |
| 1994 (21e)               |                            |                                  |     |        |
| Susan Haskell            | One Life to Live           | Marty Saybrooke                  | ABC |        |
| Signy Coleman            | The Young and the Restless | Hope Adams Wilson                | CBS |        |
| Hilary Edson             | Guiding Light              | Eve Guthrie                      | CBS |        |
| Maureen Garrett          | Guiding Light              | Holly Lindsey                    | CBS |        |
| Sharon Wyatt             | General Hospital           | Tiffany Hill                     | ABC |        |
| 1995 (22e)               |                            |                                  |     |        |
| Rena Sofer               | General Hospital           | Lois Cerullo                     | ABC |        |
| Jean Carol               | Guiding Light              | Nadine Cooper                    | CBS |        |
| Melina Kanakaredes       | Guiding Light              | Eleni Andros Cooper              | CBS |        |
| Sydney Penny             | All My Children            | Julia Santos                     | ABC |        |
| Jacklyn Zeman            | General Hospital           | Bobbie Spencer                   | ABC |        |
| 1996 (23e)               |                            |                                  |     |        |
| Anna Holbrook            | Another World              | Sharlene Frame                   | NBC |        |
| Rosalind Cash *          | General Hospital           | Mary Mae Ward                    | ABC |        |
| Victoria Rowell          | The Young and the Restless | Drucilla Winters                 | CBS |        |
| Michelle Stafford        | The Young and the Restless | Phyllis Summers Romalotti        | CBS |        |
| Tonya Lee Williams       | The Young and the Restless | Olivia Barber Hastings           | CBS |        |
| 1997 (24e)               |                            |                                  |     |        |
| Michelle Stafford        | The Young and the Restless | Phyllis Summers Romalotti        | CBS |        |
| Eva LaRue                | All My Children            | Maria Santos Grey                | ABC |        |
| Vanessa Marcil           | General Hospital           | Brenda Barrett                   | ABC |        |
| Victoria Rowell          | The Young and the Restless | Drucilla Winters                 | CBS |        |
| Jacklyn Zeman            | General Hospital           | Bobbie Spencer                   | ABC |        |
| 1998 (25e)               |                            |                                  |     |        |
| Julia Barr               | All My Children            | Brooke English                   | ABC |        |
| Amy Carlson              | Another World              | Josie Watts                      | NBC |        |
| Amy Ecklund              | Guiding Light              | Abigail Blume                    | CBS |        |
| Vanessa Marcil           | General Hospital           | Brenda Barrett                   | ABC |        |
| Victoria Rowell          | The Young and the Restless | Drucilla Winters                 | CBS |        |
| 1999 (26e)               |                            |                                  |     |        |
| Sharon Case              | The Young and the Restless | Sharon Newman                    | CBS |        |
| Jennifer Bassey          | All My Children            | Marian Colby                     | ABC |        |
| Beth Ehlers              | Guiding Light              | Harley Cooper                    | CBS |        |
| Kathleen Noone           | Sunset Beach               | Bette Katzenkazrahi              | NBC |        |
| Kelly Ripa               | All My Children            | Hayley Vaughan                   | ABC |        |
| 2000s                    |                            |                                  |     |        |
| 2000 (27e)               |                            |                                  |     |        |
| Sarah Joy Brown          | General Hospital           | Carly Benson                     | ABC |        |
| Sharon Case              | The Young and the Restless | Sharon Newman                    | CBS |        |
| Patrika Darbo            | Days of Our Lives          | Nancy Wesley                     | NBC |        |
| Nancy Lee Grahn          | General Hospital           | Alexis Davis                     | ABC |        |
| Tonya Lee Williams       | The Young and the Restless | Olivia Barber Hastings           | CBS |        |
| 2001 (28e)               |                            |                                  |     |        |
| Lesli Kay                | As the World Turns         | Molly Conlan                     | CBS |        |
| Rebecca Budig            | All My Children            | Greenlee Smythe                  | ABC |        |
| Cady McClain             | All My Children            | Dixie Cooney                     | ABC |        |
| Maura West               | As the World Turns         | Carly Tenney                     | CBS |        |
| Colleen Zenk Pinter      | As the World Turns         | Barbara Ryan                     | CBS |        |
| 2002 (29e)               |                            |                                  |     |        |
| Crystal Chappell         | Guiding Light              | Olivia Spencer                   | CBS |        |
| Beth Ehlers              | Guiding Light              | Harley Cooper                    | CBS |        |
| Kelley Menighan Hensley  | As the World Turns         | Emily Stewart                    | CBS |        |
| Kelly Ripa               | All My Children            | Hayley Vaughan                   | ABC |        |
| Maura West               | As the World Turns         | Carly Tenney                     | CBS |        |
| 2003 (30e)               |                            |                                  |     |        |
| Vanessa Marcil           | General Hospital           | Brenda Barrett                   | ABC |        |
| Rebecca Budig            | All My Children            | Greenlee Smythe                  | ABC |        |
| Robin Christopher        | General Hospital           | Skye Chandler                    | ABC |        |
| Linda Dano               | One Life to Live           | Rae Cummings                     | ABC |        |
| Cady McClain             | As the World Turns         | Rosanna Cabot                    | CBS |        |
| Kelly Monaco             | Port Charles               | Livvie Locke/Tess Ramsey         | ABC |        |
| 2004 (31e)               |                            |                                  |     |        |
| Cady McClain             | As the World Turns         | Rosanna Cabot                    | CBS |        |
| Kathy Brier              | One Life to Live           | Marcie Walsh                     | ABC |        |
| Sharon Case              | The Young and the Restless | Sharon Newman                    | CBS |        |
| Ilene Kristen            | One Life to Live           | Roxy Balsom                      | ABC |        |
| Heather Tom              | The Young and the Restless | Victoria Newman                  | CBS |        |
| 2005 (32e)               |                            |                                  |     |        |
| Natalia Livingston       | General Hospital           | Emily Quartermaine               | ABC |        |
| Crystal Chappell         | Guiding Light              | Olivia Spencer                   | CBS |        |
| Robin Christopher        | General Hospital           | Skye Chandler                    | ABC |        |
| Jeanne Cooper            | The Young and the Restless | Katherine Chancellor             | CBS |        |
| Ilene Kristen            | One Life to Live           | Roxy Balsom                      | ABC |        |
| Heather Tom              | One Life to Live           | Kelly Cramer                     | ABC |        |
| 2006 (33e)               |                            |                                  |     |        |
| Gina Tognoni             | Guiding Light              | Dinah Marler                     | CBS |        |
| Tracey E. Bregman        | The Young and the Restless | Lauren Fenmore                   | CBS |        |
| Crystal Chappell         | Guiding Light              | Olivia Spencer                   | CBS |        |
| Jennifer Ferrin          | As the World Turns         | Jennifer Munson                  | CBS |        |
| Renée Elise Goldsberry   | One Life to Live           | Evangeline Williamson            | ABC |        |
| 2007 (34e)               |                            |                                  |     |        |
| Genie Francis            | General Hospital           | Laura Spencer                    | ABC |        |
| Renée Elise Goldsberry   | One Life to Live           | Evangeline Williamson            | ABC |        |
| Rebecca Herbst           | General Hospital           | Elizabeth Webber                 | ABC |        |
| Lesli Kay                | The Bold and the Beautiful | Felicia Forrester                | CBS |        |
| Gina Tognoni             | Guiding Light              | Dinah Marler                     | CBS |        |
| Heather Tom              | One Life to Live           | Kelly Cramer                     | ABC |        |
| 2008 (35e)               |                            |                                  |     |        |
| Gina Tognoni             | Guiding Light              | Dinah Marler                     | CBS |        |
| Tracey E. Bregman        | The Young and the Restless | Lauren Fenmore Baldwin           | CBS |        |
| Judi Evans               | Days of Our Lives          | Bonnie Lockhart/Adrienne Johnson | NBC |        |
| Kelley Menighan Hensley  | As the World Turns         | Emily Stewart                    | CBS |        |
| Heather Tom              | The Bold and the Beautiful | Katie Logan                      | CBS |        |
| 2009 (36e)               |                            |                                  |     |        |
| Tamara Braun             | Days of Our Lives          | Ava Vitali                       | NBC |        |
| Melissa Claire Egan      | All My Children            | Annie Lavery                     | ABC |        |
| Alicia Minshew           | All My Children            | Kendall Hart                     | ABC |        |
| Julie Pinson             | As the World Turns         | Janet Ciccone Snyder             | CBS |        |
| Bree Williamson          | One Life to Live           | Jessica Buchanan                 | ABC |        |
| 2010s                    |                            |                                  |     |        |
| 2010 (37e)               |                            |                                  |     |        |
| Julie Pinson             | As the World Turns         | Janet Ciccone Snyder             | CBS |        |
| Beth Chamberlin          | Guiding Light              | Beth Raines                      | CBS |        |
| Carolyn Hennesy          | General Hospital           | Diane Miller                     | ABC |        |
| Bree Williamson          | One Life to Live           | Jessica Buchanan                 | ABC |        |
| Arianne Zucker           | Days of Our Lives          | Nicole Walker                    | NBC |        |
| 2011 (38e)               |                            |                                  |     |        |
| Heather Tom              | The Bold and the Beautiful | Katie Logan Spencer              | CBS |        |
| Tricia Cast              | The Young and the Restless | Nina Webster                     | CBS |        |
| Melissa Claire Egan      | All My Children            | Annie Chandler                   | ABC |        |
| Nancy Lee Grahn          | General Hospital           | Alexis Davis                     | ABC |        |
| Julie Pinson             | As the World Turns         | Janet Ciccone                    | CBS |        |
| Bree Williamson          | One Life to Live           | Jessica Buchanan                 | ABC |        |
| 2012 (39e)               |                            |                                  |     |        |
| Nancy Lee Grahn          | General Hospital           | Alexis Davis                     | ABC |        |
| Melissa Claire Egan      | All My Children            | Annie Chandler                   | ABC |        |
| Genie Francis            | The Young and the Restless | Genevieve Atkinson               | CBS |        |
| Elizabeth Hendrickson    | The Young and the Restless | Chloe Mitchell                   | CBS |        |
| Rebecca Herbst           | General Hospital           | Elizabeth Webber                 | ABC |        |
| 2013 (40e)               |                            |                                  |     |        |
| Julie Marie Berman       | General Hospital           | Lulu Spencer                     | ABC |        |
| Melissa Claire Egan      | The Young and the Restless | Chelsea Newman                   | CBS |        |
| Jessica Collins          | The Young and the Restless | Avery Bailey Clark               | CBS |        |
| Katherine Kelly Lang     | The Bold and the Beautiful | Brooke Logan                     | CBS |        |
| Arianne Zucker           | Days of Our Lives          | Nicole Walker                    | NBC |        |
| 2014 (41e)               |                            |                                  |     |        |
| Amelia Heinle            | The Young and the Restless | Victoria Newman                  | CBS |        |
| Melissa Claire Egan      | The Young and the Restless | Chelsea Newman                   | CBS |        |
| Jane Elliot              | General Hospital           | Tracy Quartermaine               | ABC |        |
| Elizabeth Hendrickson    | The Young and the Restless | Chloe Fisher                     | CBS |        |
| Kelly Sullivan           | General Hospital           | Connie Falconeri                 | ABC |        |
| 2015 (42e)               |                            |                                  |     |        |
| Amelia Heinle            | The Young and the Restless | Victoria Newman                  | CBS |        |
| Linsey Godfrey           | The Bold and the Beautiful | Caroline Spencer                 | CBS |        |
| Elizabeth Hendrickson    | The Young and the Restless | Chloe Fisher                     | CBS |        |
| Finola Hughes            | General Hospital           | Anna Devane                      | ABC |        |
| Lisa LoCicero            | General Hospital           | Olivia Falconeri                 | ABC |        |
| 2016 (43e)               |                            |                                  |     |        |
| Jessica Collins          | The Young and the Restless | Avery Bailey Clark               | CBS |        |
| Lauralee Bell            | The Young and the Restless | Christine Williams               | CBS |        |
| Linsey Godfrey           | The Bold and the Beautiful | Caroline Spencer                 | CBS |        |
| Peggy McCay              | Days of Our Lives          | Caroline Brady                   | NBC |        |
| Melissa Reeves           | Days of Our Lives          | Jennifer Horton                  | NBC |        |
| 2017 (44e)               |                            |                                  |     |        |
| Kate Mansi               | Days of Our Lives          | Abigail Deveraux                 | NBC |        |
| Stacy Haiduk             | The Young and the Restless | Patty Williams                   | CBS |        |
| Anna Maria Horsford      | The Bold and the Beautiful | Vivienne Avant                   | CBS |        |
| Finola Hughes            | General Hospital           | Anna Devane                      | ABC |        |
| Kelly Sullivan           | The Young and the Restless | Sage Warner                      | CBS |        |
| 2018 (45e)               |                            |                                  |     |        |
| Camryn Grimes            | The Young and the Restless | Mariah Copeland                  | CBS |        |
| Marla Adams              | The Young and the Restless | Dina Abbott Mergeron             | CBS |        |
| Susan Seaforth Hayes     | Days of Our Lives          | Julie Olson Williams             | NBC |        |
| Elizabeth Hendrickson    | The Young and the Restless | Chloe Fisher                     | CBS |        |
| Jacqueline MacInnes Wood | The Bold and the Beautiful | Steffy Forrester                 | CBS |        |
| Mishael Morgan           | The Young and the Restless | Hilary Curtis                    | CBS |        |
| 2019 (46e)               |                            |                                  |     |        |
| Vernee Watson            | General Hospital           | Stella Henry                     | ABC |        |
| Kassie DePaiva           | Days of Our Lives          | Eve Donovan                      | NBC |        |
| Linsey Godfrey           | Days of Our Lives          | Dr. Sarah Horton                 | NBC |        |
| Martha Madison           | Days of Our Lives          | Belle Black                      | NBC |        |
| Beth Maitland            | The Young and the Restless | Traci Abbott                     | CBS |        |
| Mishael Morgan           | The Young and the Restless | Hilary Curtis                    | CBS |        |
| 2020s                    |                            |                                  |     |        |
| 2020 (47e)               |                            |                                  |     |        |
| Tamara Braun             | General Hospital           | Dr. Kim Nero                     | ABC |        |
| Rebecca Budig            | General Hospital           | Hayden Barnes                    | ABC |        |
| Susan Seaforth Hayes     | Days of Our Lives          | Julie Olson Williams             | NBC |        |
| Christel Khalil          | The Young and the Restless | Lily Winters                     | CBS |        |
| Annika Noelle            | The Bold and the Beautiful | Hope Logan                       | CBS |        |